# Vlag van de Balearen

Vlag van de Balearen

De vlag van de Balearen toont een paars kanton op een veld van vijf gele en vier rode horizontale banen (het patroon van de Senyera); in het kanton staat een wit kasteel met vijf torens.
De hoogte-breedteverhouding van de vlag is niet vastgelegd, maar doorgaans houdt men een ratio van 2:3 aan. Het kanton neemt zowel in de hoogte als in de breedte de helft van de vlag in; dus in totaal een kwart van de totale oppervlakte.
Sinds de vlag op 1 maart 1983 officieel aangenomen, wordt elk jaar op die dag de Día de las Islas Baleares ("Dag van de Balearen") gevierd.